# Estrella de seqüència principal de tipus F

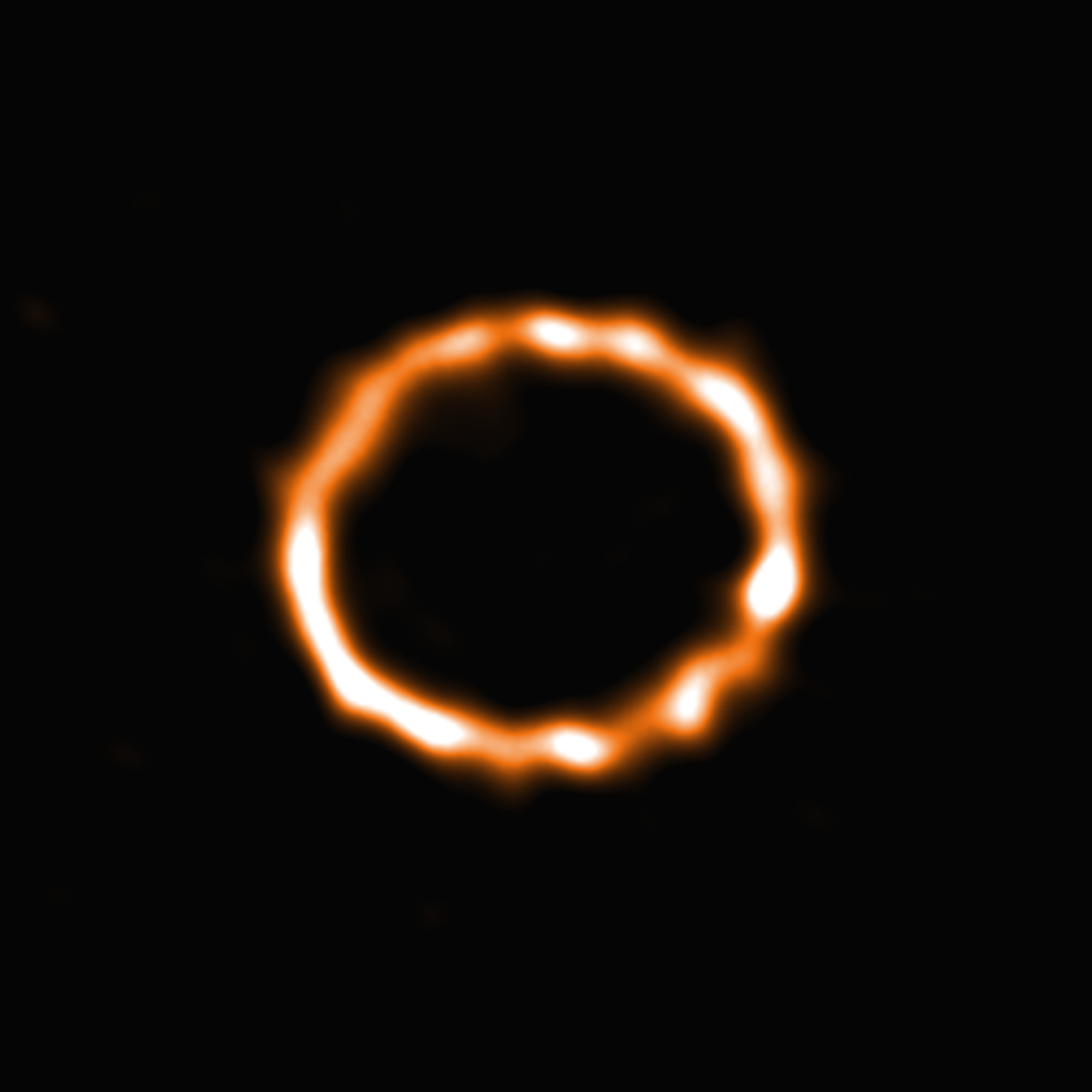
Disc d'enderrocs al voltant d'una estrella tipus F.

Una estrela de seqüència principal de tipus F (FV) és un estel de seqüència principal de fusió d'hidrogen, de tipus espectral F i classe de lluminositat V. Aquests estels tenen d'1 a 1,4 vegades la massa solar i temperatures superficials d'entre 6.000 i 7.600 K. Quadres VII i VIII. Aquest interval de temperatura dona als estels de tipus F un to blanc groguenc. A causa que un estel de la seqüència principal es coneix com estrella nana, aquesta classe d'estel també pot denominar-se nana groc-blanca (que no ha de confondre's amb les nanes blanques, una possible etapa final de l'evolució estel·lar). Alguns exemples famosos inclouen Proció A, Gamma Virginis A i B, i KIC 8462852.

## Estels estàndard espectrals
El sistema revisat de l'Atles de Yerkes (Johnson & Morgan, 1953) va enumerar una densa quadrícula d'estels estàndard espectrals nans de tipus F; no obstant això, no tots aquests han sobreviscut fins al dia d'avui com a estàndards. Els punts d'ancoratge del sistema de classificació espectral MK entre les estrelles nanes de seqüència principal de tipus F, és a dir, aquells estels estàndard que han romàs sense canvis durant anys i poden usar-se per definir el sistema, es consideren 78 Ursae Majoris (F2 V) i Tabit (F6 V). A més d'aquests dos estàndards, Morgan i Keenan (1973) van considerar els següents estels com a estàndard daga a: HR 1279 (F3 V), HD 27524 (F5 V), HD 27808 (F8 V), HD 27383 (F9 V) i Beta Virginis (F9 V). Altres estels estàndard principals d'MK inclouen HD 23585 (F0 V), HD 26015 (F3 V) i HD 27534 (F5 V). S'ha de tenir en compte que dos membres de Híades amb noms HD gairebé idèntics (HD 27524 i HD 27534) es consideren estels estàndard F5 V forts i, de fet, comparteixen colors i magnituds gairebé idèntics. Gray i Garrison (1989) proporcionen una taula moderna d'estàndards nans per als estels de tipus F més calents. Els estels estàndard nans F1 i F7 rares vegades s'enumeren, però han canviat lleugerament al llarg dels anys entre els classificadors experts. Els estels estàndard d'ús freqüent inclouen 37 Ursae Majoris (F1 V) i Iota Piscium (F7 V). No s'han publicat estels estàndard F4 V. Malauradament, F9 V defineix el límit entre els estels calents classificats per Morgan i els estels més freds classificats per Keenan, i existeixen discrepàncies en la literatura sobre quins estels defineixen el límit nan F/G. Morgan i Keenan (1973) van enumerar Beta Virginis i HD 27383 com a estàndard F9 V, però Keenan i McNeil (1989) van enumerar HD 10647 com el seu estàndard F9 V. Eta Cassiopeiae A probablement hauria d'evitar-se com a estel estàndard perquè sovint se'l considerava F9 V a les publicacions de Keenan, però G0 V a les publicacions de Morgan.

## Planetes
Alguns dels estels de tipus F més propers que se sap que tenen planetes inclouen Upsilon Andromedae, Tau Bootis, HD 10647, HD 33564, HD 142, HD 60532 i KOI-3010.

## Habitabilitat
Alguns estudis mostren que existeix la possibilitat que la vida també es desenvolupe en planetes que orbiten un estel de tipus F. S'estima que la zona d'habitabilitat d'un estel F0 relativament calent s'estendria des d'aproximadament 2,0 ua fins a 3,7 ua i entre 1,1 i 2,2 ua per a una estrella F8 relativament freda. No obstant això, en relació amb un estel de tipus G, els principals problemes per a una forma de vida hipotètica en aquest escenari particular serien la llum més intensa i la vida estel·lar més curta de l'estel local.
Hom sap que els estels de tipus F emeten formes energètiques de llum molt més alta, com la radiació ulraviolada, que a llarg termini pot tenir un efecte profundament negatiu en les molècules d'ADN. Els estudis han demostrat que, per a un planeta hipotètic situat a una distància habitable equivalent d'un estel de tipus F a la Terra del Sol (això està més lluny de l'estel de tipus F, dins de la zona d'habitabilitat), i amb una similar atmosfera, la vida en la seva superfície rebria entre 2,5 i 7,1 vegades més dany de la llum ultraviolada en comparació de la de la Terra. Per tant, perquè les seves formes de vida natives sobrevisquen, l'hipotètic planeta necessitaria tenir suficient protecció atmosfèrica, com una capa d'ozó, en l'atmosfera superior. Sense una capa d'ozó robusta, teòricament la vida podria desenvolupar-se en la superfície del planeta, però el més probable és que es limite a regions submarines o subterrànies.